# Dimos Malevizi
Dimos Malevizi (Malevizi) är en kommun i Grekland.   Den ligger i prefekturen Nomós Irakleíou och regionen Kreta, i den sydöstra delen av landet, 300 km söder om huvudstaden Aten. Antalet invånare är 20 735. Arean är 293 kvadratkilometer.
Terrängen i Dimos Malevizi är varierad.